# Eduard Philipp Arnold
Eduard Philipp Arnold (* 20. August 1866 in Mannheim; † 29. Juli 1934 in Aachen) war ein deutscher Architekt, Dozent und Autor.

## Leben und Wirken
Eduard Philipp Arnold studierte an der Technischen Hochschule Karlsruhe und wurde 1884 Mitglied der Karlsruher Burschenschaft Tuiskonia. Er begann zum 1. Oktober 1900 eine Lehrtätigkeit als Oberlehrer an der Baugewerkschule in Aachen, wo er Baugeschichte, Formenlehre und Bauaufnahme unterrichtete. Am 6. Januar 1908 wurde er zum Studienrat, ein Jahr später zum Professor und 1925 zum stellvertretenden Direktor ernannt. Zum 31. August 1931 ging der mit Regina Seibert verheiratete Arnold in den Ruhestand und starb drei Jahre später im Alter von 67 Jahren im Forster Krankenhaus.
Eduard Arnold befasste sich in seiner baugeschichtlichen Forschung schwerpunktmäßig mit dem städtischen Wohnhaus. Er skizzierte vielerorts historische Haustypen, erfasste die Parzellengrenzen der Aachener Straßen und registrierte die Hauseigentümer während des 19. Jahrhunderts. Noch vor der Veröffentlichung seines Werkes Das Altaachener Wohnhaus hält er bereits 1909 vor dem Aachener Technikerverein und 1913 vor dem Aachener Geschichtsverein Vorträge über die Geschichte der Bauweise in Aachen.
Arnold war Mitglied im Architekten- und Ingenieur-Verein zu Aachen, im Verein der Architekten und Ingenieure an preußischen Baugewerkschulen und im Bund Deutscher Architekten.
Sein Nachlass befindet sich im Stadtarchiv der Stadt Aachen.

## Werke (Auswahl)

### Bauten und Entwürfe
- 1895–1898: Weiterbau der Matthäuskirche (Saarbrücken-Burbach) nach dem Einsturz des Kirchenbaues von Karl Doflein in einem frühen Baustadium im Jahr 1892[3]
- 1894–1895: Wettbewerbsentwurf für eine Mädchenschule in Darmstadt[4]
- 1899: Wettbewerbsentwurf für eine evangelische Kirche in Krefeld[5]
- 1900: Wettbewerbsentwurf für eine evangelische Kirche in (Bonn-)Poppelsdorf[6]
- 1902: Wettbewerbsentwurf für das Kollegiengebäude der Albert-Ludwigs-Universität in Freiburg im Breisgau (gemeinsam mit Matthias Stamnitz, Stadtarchitekt in Freiburg)[7]
- 1902–1904: evangelische Lutherkirche in Krefeld, Lutherplatz / Melanchthonstraße (mit Veränderungen erhalten, unter Denkmalschutz)[8]
- 1905: Wohnhaus in Aachen, Nordstraße / Kardinalstraße 3

Arnold ordnete das Treppenhaus diagonal zu den anderen Räumen an und setzte damit einen neuartigen Akzent.
- Verwaltungsgebäude der Waggonfabrik Talbot (Zuschreibung fragwürdig)

### Schriften
- Die alte Aachener Bauweise. In: Albert Huyskens (Bearb.): Aachen. (= Deutschlands Städtebau.) 1. Auflage, Deutscher Architektur- und Industrie-Verlag (DARI), Berlin-Halensee 1922. (unverändert abgedruckt in der 2. Auflage 1925 und der 3. Auflage 1928)
- Das Altaachener Wohnhaus. (= Aachener Beiträge für Baugeschichte und Heimatkunst, Heft 2.) Aachener Geschichtsverein, Aachen 1930.